# Сабина фон Вюртемберг
Сабина от Вюртемберг (на немски: Sabine von Württemberg, * 2 юли 1549 в Мьомпелгард, † 17 август 1581 в Ротенбург) е принцеса на Вюртемберг и чрез женитба първата ландграфиня на Хесен-Касел.
Сабина е дъщеря на херцог Христоф фон Вюртемберг (1515–1568) и принцеса Анна Мария от Бранденбург-Ансбах (1526–1589), дъщеря на маркграф Георг от Бранденбург-Ансбах от род Хоенцолерн.
Тя се омъжва на 11 февруари 1566 г. в Марбург за Вилхелм IV (1532–1592), ландграф на Хесен-Касел от 1567 до 1592 г. Нейната сестра Хедвиг е омъжена от 1563 г. за неговия брат Лудвиг IV.
Като ландграфиня се занимава с благотворителност и открива в Касел придворна аптека, която снабдява с лекарства не само двора, но и цялото население на града. Нейният съпруг я назначава, в случай на смъртта му, за регентка на син им Мориц. Тя умира преди съпруга си на 17 август 1581 г.
Сабина е погребана в църквата Св. Мартин в Касел.

## Деца
Сабина и Вилхелм IV имат децата:
- Анна Мария (1567-1626); ∞ 1589 граф Лудвиг II от Насау-Саарбрюкен (1565–1627)
- Хедвиг (1569-1644); ∞ 1597 граф Ернст фон Холщайн-Шаумбург (1569–1622)
- Агнес (1569-1569)
- Софи (1571-1616)
- Мориц (1572-1632), ландграф на Хесен-Касел; ∞ 1. 1593 графиня Агнес фон Золмс-Лаубах (1578–1602); ∞ 2. 1603 графиня Юлиана фон Насау-Диленбург (1587–1643)
- Сабина (1573-1573)
- Сидония (1574-1575)
- Християн (1575-1578)
- Елизабет (1577-1578)
- Христина (1578-1658); ∞ 1598 херцог Йохан Ернст II от Саксония-Айзенах (1566–1638)
- Юлиана (1581-1581)